# 諒山戰役 (1885年)
諒山戰役發生於1885年2月3日至13日，是中法戰爭期間法國在越南北部的一次重大攻勢。法國遠征軍在路易·布里埃爾·德·萊爾將軍的指揮下，在極為困難的條件下進行了10天的戰役，擊敗了中國廣西軍並佔領了具有戰略意義的重鎮諒山。

## 註腳
1. ↑  Thomazi, Conquête, 243–6